# Alexandre Torres
Alexandre Torres, brazilski nogometaš, * 22. avgust 1966, Rio de Janeiro, Brazilija.
Za brazilsko reprezentanco je odigral eno uradno tekmo.